# 西藏堇菜
西藏堇菜（学名：Viola kunawarensis）是堇菜科堇菜属的植物。分布于喜马拉雅、俄罗斯、帕米尔地区以及中国大陆的青海省、西藏自治区、新疆自治区、四川省等地，生长于海拔2,900米至4,500米的地区，多生于高山、亚高山灌丛中、高山草甸、岩石缝隙及碎石堆边的阴湿处，目前尚未由人工引种栽培。